# Nationalratswahlkreis Freiburg-Nord
Der Nationalratswahlkreis Freiburg-Nord war ein Wahlkreis bei Wahlen in den Schweizer Nationalrat. Er bestand von 1851 bis 1919 (Einführung des heute üblichen Proporzwahlrechts) und umfasste den nördlichen Teil des Kantons Freiburg.

## Wahlverfahren
Hierbei handelte es sich um einen Pluralwahlkreis. Dies bedeutet, dass zwar mehrere Sitze zu verteilen waren, jedoch das Majorzwahlrecht zur Anwendung gelangte. Im Sinne der romanischen Mehrheitswahl benötigte ein Kandidat die absolute Mehrheit der Stimmen, um gewählt zu werden. Zur Verteilung aller Sitze waren unter Umständen mehrere Wahlgänge notwendig. Jeder Wähler hatte so viele Stimmen, wie Sitze zu vergeben waren.

## Bezeichnung und Sitzzahl
Freiburg-Nord ist eine inoffizielle geographische Bezeichnung. Im amtlichen Gebrauch üblich war eine über die gesamte Schweiz angewendete fortlaufende Nummerierung, geordnet nach der Reihenfolge der Kantone in der schweizerischen Bundesverfassung. Aufgrund der wechselnden Anzahl im Laufe der Jahre erhielten manche Wahlkreise mehrmals eine neue Nummer. Freiburg-Nord trug ab 1851 (erstmalige Anwendung eines einheitlichen Bundesgesetzes) die Nummer 20, ab 1872 die Nummer 21 und ab 1911 die Nummer 22.
Zunächst hatte Freiburg-Nord 3 Sitze zur Verfügung, ab 1881 waren es noch 2 Sitze.

## Ausdehnung

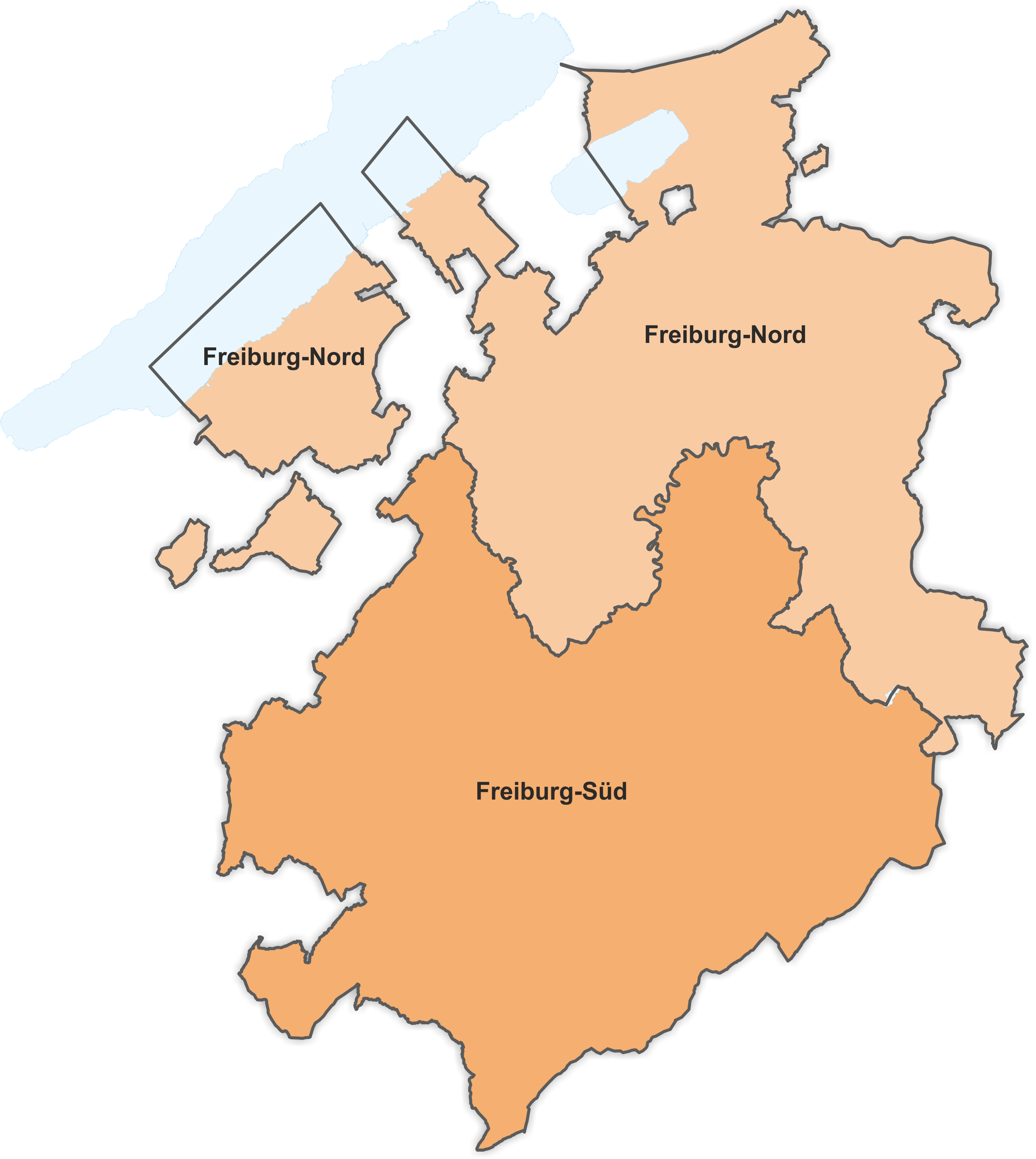
Wahlkreise Kanton Freiburg 1851–1872

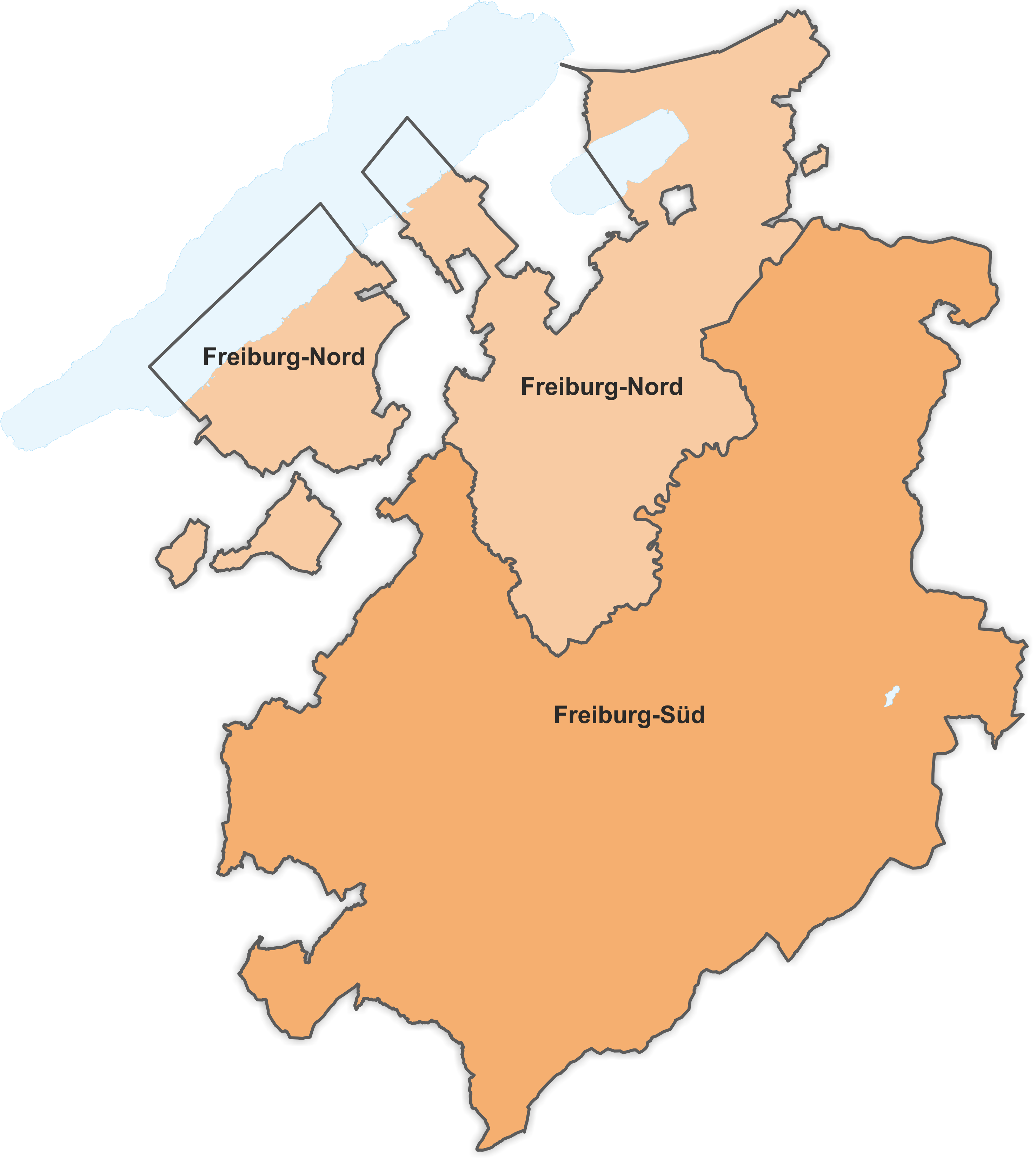
Wahlkreise Kanton Freiburg 1872–1881

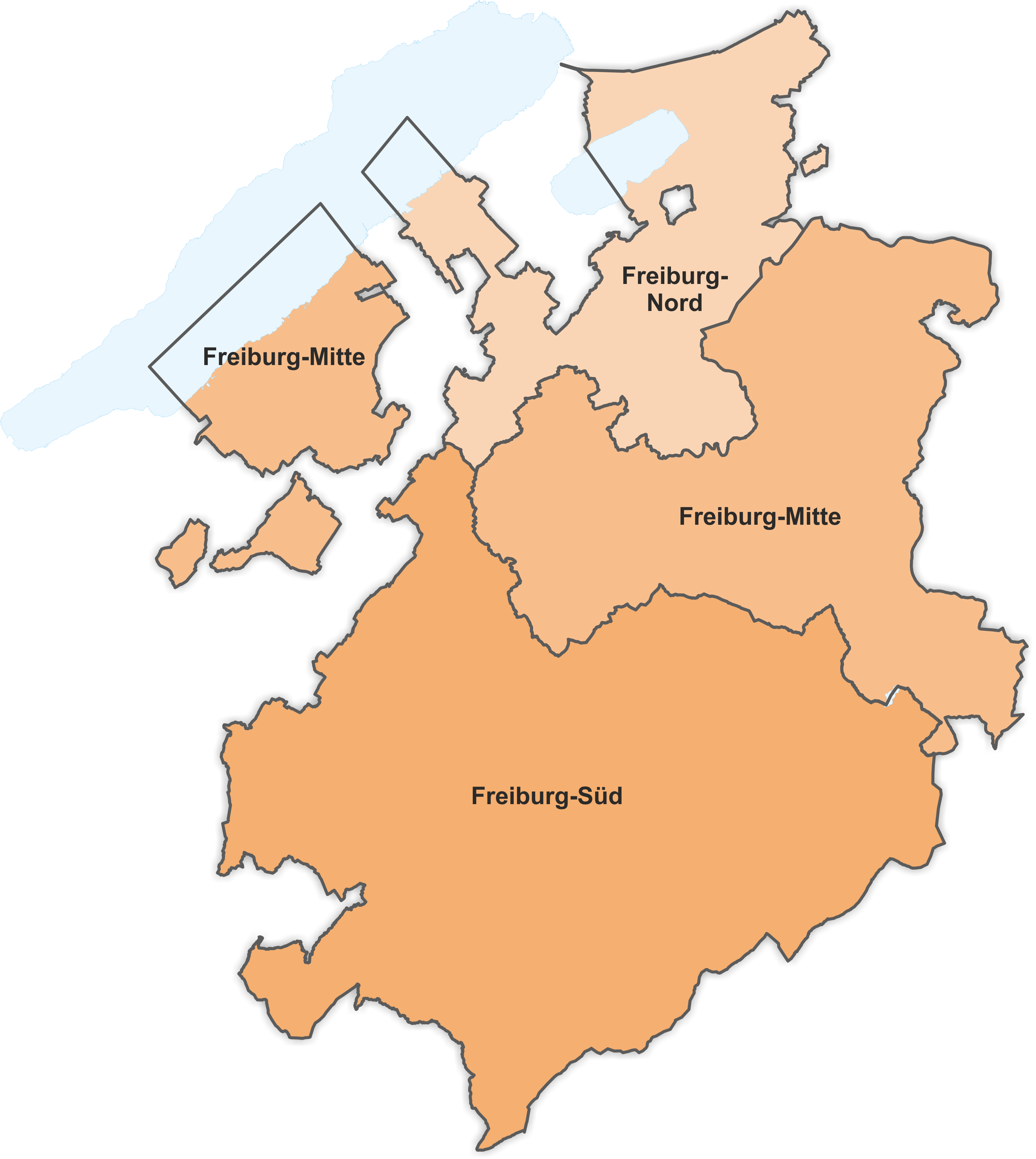
Wahlkreise Kanton Freiburg 1881–1911

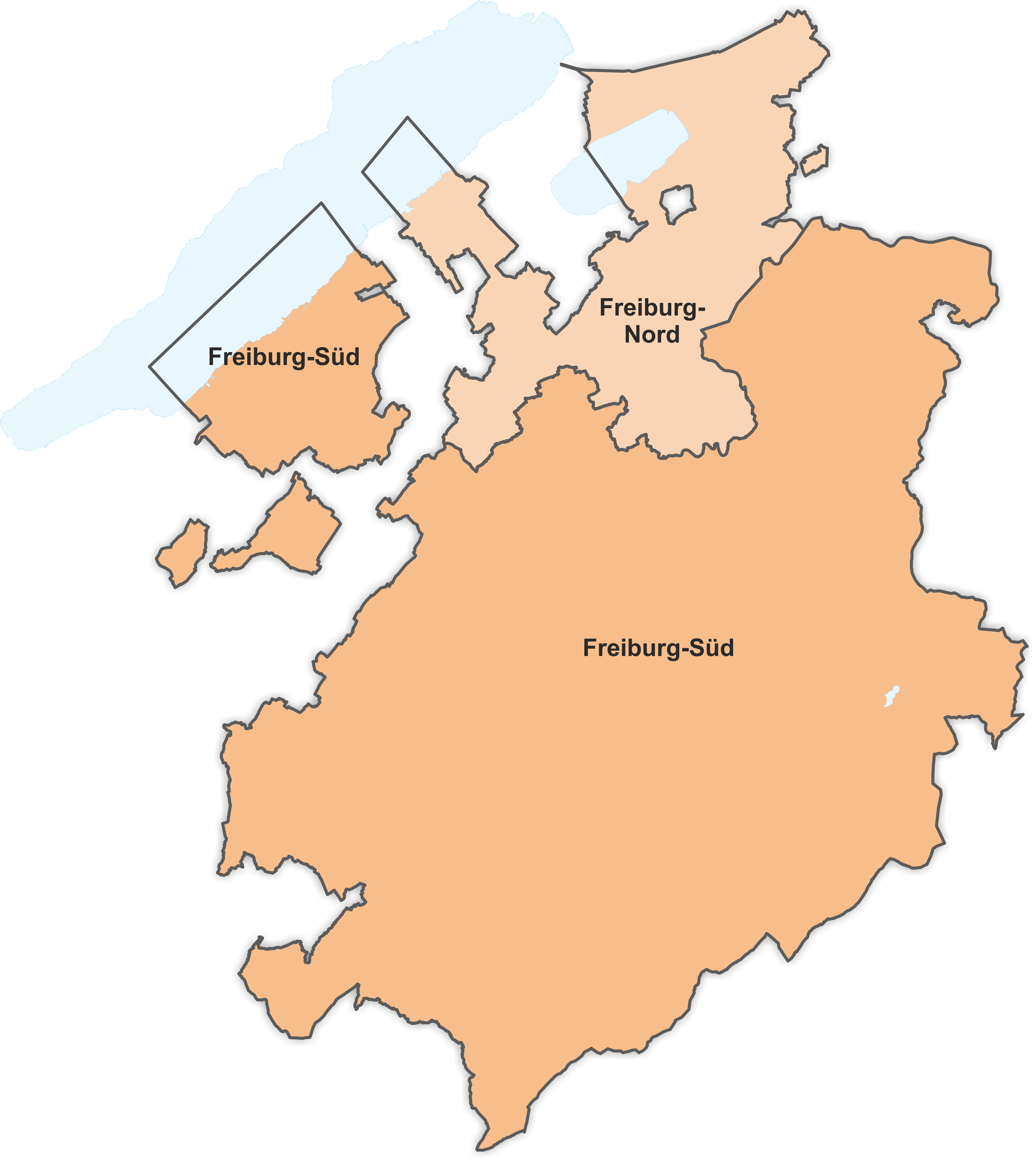
Wahlkreise Kanton Freiburg 1911–1919

Das Gebiet des Wahlkreises wurde am 21. Dezember 1850 mit dem «Bundesgesetz betreffend die Wahl der Mitglieder des Nationalrathes» erstmals verbindlich festgelegt. Er umfasste:
- den Broyebezirk
- den Saanebezirk ohne den 5. Friedensgerichtskreis (d. h. ohne die Gemeinden Arconciel, Bonnefontaine, Chésalles, Ependes, Essert, Ferpicloz, Marly-le-Grand, Marly-le-Petit, Montécu, Montévraz, Oberried, Pierrafortscha, Praroman, Sales, Senèdes, Treyvaux, Villarsel-sur-Marly und Zénauva)
- den Seebezirk
- den Sensebezirk

Gemäss dem «Bundesgesetz betreffend die eidgenössischen Wahlen und Abstimmungen» vom 19. Juli 1872 erfolgte eine Anpassung des Gebiets, als der 5. Friedensgerichtskreis des Saanebezirks dem Wahlkreis Freiburg-Nord hinzugefügt und der Sensebezirk an den Wahlkreis Freiburg-Süd abgetreten wurde. Freiburg-Nord umfasste somit:
- den Broyebezirk
- den Saanebezirk
- den Seebezirk

Mit dem «Bundesgesetz betreffend die Wahlen in den Nationalrath» vom 3. Mai 1881 erfolgte eine markante Verkleinerung, als Teile des Broyebezirks und des Saanebezirks abgetrennt und dem neu geschaffenen Wahlkreis Freiburg-Mitte hinzugefügt wurden. Freiburg-Nord umfasste fortan:
- im Broyebezirk den Kreis Dompierre (entspricht dem Gebiet ohne die drei Exklaven)
- im Saanebezirk die Stadt Freiburg und den Kreis Belfaux (entspricht den Gemeinden Autafond, Belfaux, Cormagens, Corminboeuf, Cutterwil, Formangueires, Givisiez, Granges-Paccot, Grolley, La Corbaz, Lossy und Villars-sur-Glâne)
- den Seebezirk

1919 wurden die zwei Freiburger Wahlkreise zum heute noch bestehenden Nationalratswahlkreis Freiburg zusammengelegt, in welchem das Proporzwahlrecht gilt.

## Nationalräte
- G = Gesamterneuerungswahl
- E = Ersatzwahl bei Vakanzen

| Datum      | Wahl | Gewählte | Gewählte                                                 | Partei |
| ---------- | ---- | -------- | -------------------------------------------------------- | ------ |
| 26.10.1851 | G    |          | Nicolas Glasson, Henri-Benjamin Presset, Julien Schaller | FL     |
|            |      |          |                                                          |        |
| 26.10.1854 | E    |          | Hubert Charles                                           | KK     |
|            |      |          |                                                          |        |
| 29.10.1854 | G    |          | Alfred Vonderweid                                        | KK     |
| 29.10.1854 | G    |          | François-Xavier Bondallaz, J. F. L. Engelhard            | LM     |
|            |      |          |                                                          |        |
| 25.10.1857 | G    |          | François-Xavier Bondallaz, Alfred Vonderweid             | KK     |
| 25.10.1857 | G    |          | J. F. L. Engelhard                                       | LM     |
|            |      |          |                                                          |        |
| 28.10.1860 | G    |          | François-Xavier Bondallaz, Alfred Vonderweid             | KK     |
| 28.10.1860 | G    |          | Johann Anton Engelhard                                   | LM     |
|            |      |          |                                                          |        |
| 25.10.1863 | G    |          | Laurent Chaney, Samuel Presset, Alfred Vonderweid        | KK     |
|            |      |          |                                                          |        |
| 28.10.1866 | G    |          | Laurent Chaney, Louis de Weck, Alfred Vonderweid         | KK     |
|            |      |          |                                                          |        |
| 31.10.1869 | G    |          | Laurent Chaney, Louis de Weck, Alfred Vonderweid         | KK     |
|            |      |          |                                                          |        |
| 27.10.1872 | G    |          | Laurent Chaney, Louis de Weck, Karl Vissaula             | KK     |
|            |      |          |                                                          |        |
| 07.03.1875 | E    |          | Arthur Techtermann                                       | KK     |
|            |      |          |                                                          |        |
| 31.10.1875 | G    |          | Laurent Chaney, Louis de Weck, Arthur Techtermann        | KK     |
|            |      |          |                                                          |        |
| 27.10.1878 | G    |          | Laurent Chaney, Louis de Weck, Arthur Techtermann        | KK     |
|            |      |          |                                                          |        |
| 06.02.1881 | E    |          | Paul Aeby                                                | KK     |
|            |      |          |                                                          |        |
| 30.10.1881 | G    |          | Eduard Huber, Auguste Marmier                            | FL     |
|            |      |          |                                                          |        |
| 30.10.1884 | G    |          | Georges Cressier, Georges Python                         | KK     |
|            |      |          |                                                          |        |
| 30.10.1887 | G    |          | Georges Python                                           | KK     |
| 30.10.1887 | G    |          | Georges Cressier                                         | LM     |
|            |      |          |                                                          |        |
| 27.01.1889 | E    |          | Friedrich Abraham Stock                                  | FL     |
|            |      |          |                                                          |        |
| 26.10.1890 | G    |          | Friedrich Abraham Stock                                  | FL     |
| 26.10.1890 | G    |          | Georges Python                                           | KK     |
|            |      |          |                                                          |        |
| 29.10.1893 | G    |          | Constant Dinichert                                       | FL     |
| 29.10.1893 | G    |          | Louis de Diesbach                                        | LM     |
|            |      |          |                                                          |        |
| 25.10.1896 | G    |          | Constant Dinichert                                       | FDP    |
| 25.10.1896 | G    |          | Henri Gaspard de Schaller                                | KK     |
|            |      |          |                                                          |        |
| 29.10.1899 | G    |          | Constant Dinichert                                       | FDP    |
| 29.10.1899 | G    |          | Henri Gaspard de Schaller                                | KK     |
|            |      |          |                                                          |        |
| 21.07.1900 | E    |          | Louis de Diesbach                                        | LM     |
|            |      |          |                                                          |        |
| 26.10.1902 | G    |          | Constant Dinichert                                       | FDP    |
| 26.10.1902 | G    |          | Louis de Diesbach                                        | KK     |
|            |      |          |                                                          |        |
| 29.10.1905 | G    |          | Constant Dinichert                                       | FDP    |
| 29.10.1905 | G    |          | Louis de Diesbach                                        | KK     |
|            |      |          |                                                          |        |
| 25.10.1908 | G    |          | Constant Dinichert                                       | FDP    |
| 25.10.1908 | G    |          | Louis de Diesbach                                        | KK     |
|            |      |          |                                                          |        |
| 29.10.1911 | G    |          | Hermann Liechti                                          | FDP    |
| 29.10.1911 | G    |          | Eugène Descheneaux                                       | KK     |
|            |      |          |                                                          |        |
| 25.10.1914 | G    |          | Hermann Liechti                                          | FDP    |
| 25.10.1914 | G    |          | Eugène Descheneaux                                       | KVP    |
|            |      |          |                                                          |        |
| 28.10.1917 | G    |          | Hermann Liechti                                          | FDP    |
| 28.10.1917 | G    |          | Eugène Descheneaux                                       | KVP    |

## Quelle
- Erich Gruner: Die Wahlen in den Schweizerischen Nationalrat 1848–1919. Band 3. Francke Verlag, Bern 1978, ISBN 3-7720-1445-3.